# Sceloporus subpictus
Espèce
Statut de conservation UICN

 DD  : Données insuffisantes
Sceloporus subpictus est une espèce de sauriens de la famille des Phrynosomatidae.

## Répartition
Cette espèce est endémique de l’État de Oaxaca au Mexique.

## Publication originale
- Lynch & Smith, 1965 : New or Unusual Amphibians and Reptiles from Oaxaca, Mexico, I. Herpetologica, vol. 24, no 3, p. 168-177.